# Pilgrimage of Grace

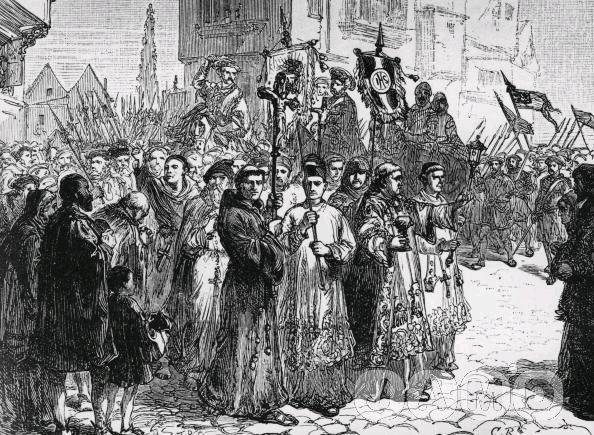
Voorstelling uit de 19e eeuw van de Pilgrimage of Grace

De Pilgrimage of Grace (Bedevaart der Genade) was een opstand van katholieken die in de herfst van 1536 uitbrak in het noorden van Engeland en die gericht was tegen het beleid van Hendrik VIII, voornamelijk op religieus gebied.

## Achtergrond
De opstand vond plaats in het kader van het schisma dat Hendrik VIII vanaf 1533 veroorzaakt heeft om nietigheid van zijn huwelijk te verkrijgen  van zijn eerste vrouw, Catharina van Aragon en om zijn gezag in Engeland te verstevigen. De Katholieke Kerk staat geen scheiding,  wel nietigverklaring van een kerkelijk huwelijk  toe. Verder ergerde de koning zich ook aan het beroep dat zijn onderdanen bij de paus konden aantekenen in religieuze zaken binnen zijn koninkrijk. In 1534 maakte hij de Kerk van Engeland los van het pauselijk gezag en stelde zichzelf aan als Hoofd van de Kerk van Engeland. In 1536 volgde de publicatie van de richtlijnen van zijn nieuw kerkgenootschap, de Tien Artikelen. Gedreven door geldnood en berichten over misstanden in de kloosters, ging de koning over tot het confisqueren van kloostergoederen, het vernietigen van de abdijen en het ontbinden van de kloostergemeenschappen. Dit viel slecht bij de boerenbevolking in het noorden van Engeland, waarvan een groot deel ook afhankelijk was van kerkelijke bedeling door de kloosters.

## Verloop
Onder aanvoering van Robert Aske veroverden de opstandelingen de stad York. Ze eisten herstel van het pauselijk gezag in de Engelse kerk en vervanging van het parlement. Op aandringen van de katholieke leider Thomas Howard, die hem amnestie beloofde, keerden de boeren na enige tijd terug naar huis. Daar werden de leiders alsnog opgepakt en geëxecuteerd.